# Oštra Luka
La municipalidad de Oštra Luka se localiza dentro de la región de Banja Luka, dentro de la República Srpska, en Bosnia y Herzegovina.

## Localidades
Esta municipalidad de la República Srpska, localizada en Bosnia y Herzegovina se encuentra subdividida en las siguientes localidades a saber:
- Batkovci
- Budimlić Japra
- Donja Kozica
- Duge Njive
- Garevica
- Gornja Kozica
- Gornja Tramošnja
- Halilovci
- Hadrovci
- Hazići
- Koprivna
- Marini
- Mrkalji
- Oštra Luka
- Ovanjska
- Podvidača
- Sasina
- Slatina
- Stara Rijeka
- Škrljevita
- Trnova
- Usorci

## Geografía
Esta municipalidad está situado entre los municipalidades de Bosanski Novi, Novi Grad, y Prijedor, en el norte, Banja Luka, en el este, Ribnik en el sur, Sanski Most, en el sur y el oeste, y Bosanska Krupa, en el oeste.

## Demografía
Si se considera que la superficie total de este municipio es de 200 kilómetros cuadrados y su población está compuesta por unas 1443 personas (1991), aunque se estima que para 2010 ascendió a 4350 habitantes. Se puede estimar que la densidad poblacional de esta municipalidad es de 7 habitantes por cada kilómetro cuadrado de esta división administrativa.